# Jarosław Arabas
Jarosław Janusz Arabas (ur. 19 lutego 1970 w Warszawie) – polski inżynier informatyk, profesor doktor habilitowany nauk inżynieryjno-technicznych, nauczyciel akademicki na Wydziale Elektroniki i Technik Informacyjnych Politechniki Warszawskiej.

## Życiorys
Absolwent XIV Liceum Ogólnokształcącego im. Stanisława Staszica w Warszawie (1988). Po ukończeniu w 1993 studiów z elektroniki na Wydziale Elektroniki i Technik Informacyjnych Politechniki Warszawskiej podjął pracę na tym wydziale. W 1996 na podstawie rozprawy zatytułowanej Algorytmy ewolucyjne ze zmienną licznością populacji i zmiennym zasięgiem krzyżowania, przygotowanej pod kierunkiem Jana Mulawki, uzyskał stopień doktora. W 2006 habilitował się na podstawie pracy Metoda ewolucyjna jako narzędzie przeszukiwania przestrzeni Banacha. W 2024 uzyskał tytuł profesora nauk inżynieryjno-technicznych w dyscyplinie informatyka techniczna i telekomunikacja.
W 1996 rozpoczął pracę w Instytucie Systemów Elektronicznych Politechniki Warszawskiej, od 2010 na stanowisku profesora nadzwyczajnego. Później pracował w Instytucie Informatyki na tym samym wydziale. W 2016 został dyrektorem Instytutu Informatyki Politechniki Warszawskiej.
Specjalizuje się w modelowaniu nieliniowym, optymalizacji globalnej, rynku energii elektrycznej i sztucznej inteligencji. Publikował artykuły m.in. w czasopismach „IEEE Transactions on Evolutionary Computation” i „Journal of Telecommunications and Information Technology”.